# Гунэй
Гунэ́й — село в Агинском районе Агинского Бурятского округа Забайкальского края России. Административный центр и единственный населённый пункт сельского поселения «Гунэй».

## География
Находится в юго-восточной части района, к северу от реки Онон (1,5 км), на расстоянии 84 километра к югу от посёлка городского типа Агинское. Абсолютная высота — 639 метров над уровнем моря.
Климат
Климат характеризуется как резко континентальный засушливый. Абсолютный минимум температуры воздуха самого холодного месяца (января) составляет −56 °C; абсолютный максимум самого тёплого месяца (июля) — 38 °C. Среднегодовое количество атмосферных осадков составляет 250—380 мм.
Часовой пояс
Село Гунэй находится в часовой зоне МСК+6. Смещение применяемого времени относительно UTC составляет +9:00.

## Население
| 2002 | 2010  | 2012 | 2013 | 2014 | 2015 | 2016 |
| ---- | ----- | ---- | ---- | ---- | ---- | ---- |
| 1122 | ↘1016 | ↘970 | ↘939 | ↘910 | ↘884 | ↘866 |
| 2017 | 2018  | 2019 | 2020 | 2021 |      |      |
| ↘856 | ↗863  | ↘853 | ↘831 | ↘673 |      |      |

Половой состав
По данным Всероссийской переписи населения 2010 года мужчины составляли 48,7 %, женщины — соответственно 51,3 %.
Национальный состав
Согласно результатам переписи 2002 года буряты составляли 73 %.

## Инфраструктура
В селе функционируют средняя общеобразовательная школа, детский сад, Дом культуры, филиалы Агинской школы искусств и ДЮШС, участковая больница и дацан.